# (400175) 2006 WC45
(400175) 2006 WC45 es un asteroide perteneciente al cinturón de asteroides, descubierto el 16 de noviembre de 2006 por el equipo del Mount Lemmon Survey desde el Observatorio del Monte Lemmon, Arizona, Estados Unidos.

## Designación y nombre
Designado provisionalmente como 2006 WC45.

## Características orbitales
2006 WC45 está situado a una distancia media del Sol de 2,900 ua, pudiendo alejarse hasta 3,002 ua y acercarse hasta 2,799 ua. Su excentricidad es 0,034 y la inclinación orbital 7,425 grados. Emplea 1804,68 días en completar una órbita alrededor del Sol.

## Características físicas
La magnitud absoluta de 2006 WC45 es 17,1.